# Dům Van Wassenhove
Dům Van Wassenhove je obytný dům v belgické vesnici Sint-Martens-Latem ve vilové čtvrti nedaleko města Gent ve Východních Flandrech. Od 25. září 2017 je chráněnou památkou. Je zapsán v katalogu moderní architektury mezinárodní organizace Iconic Houses, která sdružuje mimořádná díla světových architektů, architektonicky významné domy, domy umělců a ateliéry z 20. století přístupné veřejnosti jako domovní muzea.

## Historie
Dům byl postaven v letech 1972–1974 podle projektu architekta Juliaana Lampense v brutalistním stylu pro učitele a bakaláře Alberta Van Wassenhove. Po jeho smrti v roce 2012 se vlastníkem domu stala Univerzita v Gentu, která jej dala do dlouhodobého pronájmu muzeu Dhondt-Dhaenens.

## Popis
Stavbu uprostřed pozemku s nedostatkem výhledů a krajinného rázu obklopují původní rostliny, převážně přemnožené stromy a keře jako habr obecný, javor klen, dub letní, hloh dvoudomý a cesmína ostrá, popínavé rostliny vytváří přirozenou zelenou clonu.
Dům koncipovaný jako domov pro jednu osobu je archetypem jeskyně. Postaven je z litého hrubého pohledového betonu, dřeva a skla, má otevřený prostor bez povrchního luxusu.
Tři úrovně objemu budovy jsou propojené schody; úrovně se odrážejí v plochých střechách se stupňovitým sklonem od západu k východu. V domě má každý prostor specifický design - trojúhelník je určený pro kuchyň, kancelářský nábytek a volné židle, čtverec pro objem stolu a kruh pro spaní. Interiér na východní straně osvětluje prosklená stěna a na západní vysoké pásové okno; zde je umístěna kancelář a obytný prostor s kuchyní a centrální kruhovou kupolí. Další světelné body jsou přímo ve stropě. Podlahu kryje červená norská borovice. Kromě stavby navrhl Lampens také nábytek do interiéru.